# 苗場山麓ジオパーク
苗場山麓ジオパーク（なえばさんろくジオパーク）は、新潟県津南町・長野県栄村をエリアとしたジオパークである。

## 沿革
- 2014年12月22日 - 日本ジオパークとして認定される。

## ジオサイト
主なジオサイトを挙げる。
- 1. 河岸段丘
- 4. 竜ヶ窪（名水百選）
- 5. 沖ノ原遺跡
- 14. 石落し（柱状節理）
- 15. 見玉不動尊と仁王門
- 40. 鳥甲山
- 43. 切明の川原（温泉湧出）
- 57. 森宮野原駅 最高積雪7.85mの標柱

## 拠点施設・資料館
以下の7つが挙げられる。
- 農と縄文の体験実習館なじょもん
- 津南町歴史民俗資料館
- ニュー・グリンピア津南
- 秋山郷総合センター とねんぼ
- 栄村震災復興祈念館「絆」
- 栄村歴史文化館 こらっせ
- 秋山郷民俗資料館